# Рагинов, Иван Сергеевич
Ива́н Серге́евич Раги́нов (род., 8 сентября 1974, Казань) — российский врач, нейрогистолог, доктор медицинских наук (2007), профессор Казанского федерального университета.

## Биография
Родился 8 сентября 1974 года в городе Казань, Татарская АССР, РСФСР.
В 1997 году окончил Казанский государственный медицинский университет, в настоящее время преподаёт там же на кафедре гистологии.
В 2002—2004 годах Рагинов находился в научной командировке в нейробиологических центрах Португалии и Германии.
В 2007 году защитил диссертацию на соискание степени доктора медицинских наук. Тема диссертации: «Регенерация нейронов чувствительного узла спинномозгового нерва».
Сфера научных интересов Рагинова лежат в области регенерации периферической нервной системы, а также изучению роли транстиретина в посттравматической регенерации седалищного нерва у мышей.
Является автором научных работ: «Роль транстиретина в посттравматической регенерации седалищного нерва мыши» (2004), «Выживание и фенотипические характеристики аксотимированных нейронов в спинальных ганглиях» (2005) и «Эффект ксимедона на кальциевые токи в пирамидных нейронах энторинального кортекса» (2006).
В 2006 году награждён премией Президента Российской Федерации за работу «Стимуляция посттравматической регенерации периферического нерва с использованием клеточных технологий». В том же году за фундаментальный труд «Посттравматическая регенерация седалищного нерва крысы в условиях трансплантации нейральных стволовых клеток» Иван Рагинов удостоен премии Академии наук Республики Татарстан.
Возглавляет патологоанатомическое отделение Республиканской клинической больницы в Казани. Также преподаёт профессором кафедры биомедицинской инженерии Казанского федерального университета.
Является ведущим научным сотрудником Приволжского филиала РОНЦ имени Блохина и Федерального центра токсикологической, радиационной и биологической безопасности. По совместительству — главный внештатный патологоанатом Министерства здравоохранения Татарстана.
Увлекается подводной охотой и дзен-буддизмом.